# 中間軸孔珊瑚
中間軸孔珊瑚（学名：Acropora intermedia）为軸孔珊瑚科軸孔珊瑚屬下的一个种。其种加词“intermedia”意为“中间的”。